# Psychotria santamartensis
Psychotria santamartensis là một loài thực vật có hoa trong họ Thiến thảo. Loài này được Rusby miêu tả khoa học đầu tiên năm 1920.